# Phare de Scheveningen
Le phare de Schéveningue est un phare  situé à Schéveningue, un quartier de La Haye, province de Hollande-Méridionale aux Pays-Bas.
Il est géré par le Rijkswaterstaat , l'organisation nationale de l'eau des Pays-Bas.
Il est classé monument national en 1978 par l'Agence du patrimoine culturel des Pays-Bas .

## Histoire
Au XVIe siècle, Schéveningue possédait un phare carré. Vers 1850, la construction a été élevée pour augmenter la visibilité. Le nouveau phare contenait un dôme en cuivre et une nouvelle lampe. Au cours du XIXe siècle, Quirinus Harder fut chargé de concevoir le phare actuel. Il fut achevé en 1875. La tour a le statut de monument national et se compose de 8 étages et d'un escalier de 159 marches. Il appartient à la municipalité de La Haye et il est ouvert au public sur demande.

## Description
Ce phare  est une tour à douze pans en fonte, avec une galerie et une lanterne de 30 m de haut. La tour est peinte en rouge, la galerie et la lanterne sont blanches, le dôme est vert. La tour est attenante à une maison de gardien de deux étages. Il émet, à une hauteur focale de 49 m, deux brefs éclats blancs de 0,2 seconde par période de 10 secondes. Sa portée est de 29 milles nautiques (environ 54 km).
Identifiant : ARLHS : NET-020 ; NL-1292 -Amirauté : B0750 - NGA : 114-9748.

## Caractéristique dufeu maritime
Fréquence : 10 secondes (W-W)
- Lumière : 0,2 seconde
- Obscurité : 2,3 secondes
- Lumière : 0,2 seconde
- Obscurité : 7,3 secondes

|             |
| La lanterne |

|          |
| Le phare |